# Dminin
Dminin – wieś w Polsce położona w województwie lubelskim, w powiecie łukowskim, w gminie Łuków.
| SIMC    | Nazwa    | Rodzaj  |
| ------- | -------- | ------- |
| 0679405 | Blekicie | kolonia |

Pod względem fizycznogeograficznym miejscowość leży na Równinie Łukowskiej, nad strugą Stanówką, w dorzeczu Bystrzycy (tej, która jest dopływem Tyśmienicy).
Do 11 października 1973 w gminie Ulan-Majorat.
W latach 1975–1998 miejscowość administracyjnie należała do województwa siedleckiego. 
Wieś stanowi sołectwo w gminie Łuków. Według Narodowego Spisu Powszechnego z roku 2011 wieś liczyła 269 mieszkańców.
Wierni Kościoła rzymskokatolickiego należą do parafii Podwyższenia Krzyża Świętego w Łukowie.
W Dmininie 15 XI 1909 r. urodził się Eugeniusz Domański (zm. 25 IV 1992 w Warszawie) – lekarz weterynarii, neurofizjolog, profesor SGGW, członek PAN, pierwszy prezes  Bydgoskiego Towarzystwa Naukowego.